# Castanheira (Trancoso)
Castanheira es una freguesia portuguesa del concelho de Trancoso, en el distrito de Guarda, con 8,85 km² de superficie y 194 habitantes (2011). Su densidad de población es de 21,9 hab/km².